# Sun Gang
Sun Gang (4 maggio 1993) è uno schermidore cinese.

## Biografia
Ha rappresentato la Cina ai Giochi paralimpici estivi 2016 vincendo due medaglie d'oro, una medaglia d'argento e una di bronzo. Nell'edizione successiva di Tokyo 2020 ha vinto due medaglie d'oro nel fioretto (una nella competizione individuale di classe A, una nella competizione a squadre) e una medaglia d'argento nella spada a squadre. A Parigi 2024 conquista quattro medaglie d'oro tra prove individuali e prove a squadre.